# بنه کنار
بنه کنار یک روستا در ایران است که در استان مازندران واقع شده‌است. بنه کنار ۱٬۲۳۳ نفر جمعیت دارد.